# Балки (Белогорский район)
Ба́лки (до 1945 года Арги́н; укр. Балки, крымскотат. Arğın, Аргъын) — село в Белогорском районе Республики Крым, входит в состав Зеленогорского сельского поселения (согласно административно-территориальному делению Украины — Зеленогорского сельсовета Автономной Республики Крым).

## Население
| 2001 | 2014 |
| ---- | ---- |
| 824  | ↘730 |

Всеукраинская перепись 2001 года показала следующее распределение по носителям языка
| Язык             | Процент |
| ---------------- | ------- |
| русский          | 56.67   |
| крымскотатарский | 24.88   |
| украинский       | 17.84   |

### Динамика численности
| - 1805 год — 622 чел. - 1849 год — 457 чел. - 1864 год — 440 чел. - 1889 год — 528 чел. - 1892 год — 444 чел. - 1902 год — 451 чел. - 1915 год — 290/45 чел. | - 1926 год — 643 чел. - 1939 год — 849 чел. - 1989 год — 721 чел. - 2001 год — 824 чел. - 2009 год — 764 чел. - 2014 год — 730 чел. |

## Современное состояние
На 2017 год в Балках числится 8 улиц и 2 переулка; на 2009 год, по данным сельсовета, село занимало площадь 61,8 гектара на которой, в 234 дворах, проживало 764 человека. В селе действуют сельский клуб, библиотека-филиал № 28, фельдшерско-акушерский пункт. Балки связаны автобусным сообщением с райцентром и соседними населёнными пунктами.

## География
Село Балки находится в центре района. Расположено в пределах Внутренней гряды Крымских гор, в балке верховьев реки Сарысу (левого притока Биюк-Карасу). Высота центра села над уровнем моря — 322 м. Соседние сёла: Зеленогорское в 0,7 км на северо-восток, Яковлевка — в 0,6 км к югу и Пасечное примерно в 2,5 км к западу горными просёлками. Расстояние до райцентра — около 14 километров (по шоссе), ближайшая железнодорожная станция — Симферополь, примерно в 42 километрах. Транспортное сообщение осуществляется по региональной автодороге 35Н-115 Белогорск — Межгорье (по украинской классификации — С-0-10339).

## История
Историки придерживаются мнения, что Аргин и Кара-Коба — разные названия одного селения (или разных частей одного). Некоторые исследователи высказывают предположение, что христианское население могло появиться в селении в III—IV веке, а в более позднее время Аргин/Кара-Коба был крупным религиозным центром и, возможно, центром Фульской епархии. Первое упоминание селения встречается в 1634 году в Джизйе дефтер Лива-и Кефе  — Османских налоговых ведомостях, согласно которым в селении Кара-Коба записаны 9 дворов иноверцев, все переселившиеся из прибрежных сёл, вследствие более высоких, чем в Крымском ханстве налогов и спасаясь от набегов казаков (из Ай-Сереза — 2 двора, Куру-Узеня — 2 и Улу Узеня — 5 дворов); в другом документе указаны переехавшие из Ортаозена 2 семьи. В тех же налоговых ведомостях за 1652 год поимённо перечислены выходцы из Корбекли — османские подданные немусульмане.
В последний период Крымского ханства в Аргынском кадылыке Карасьбазарскаго каймаканства, судя по Камеральному Описанию Крыма… 1784 года записана деревня Улу Аргын. К тому времени Аргин-Кара-Коба был одним из крупнейших сельских поселений Крыма: когда, в 1778 году, состоялось выселение в Приазовье крымских христиан — греков и армян, по «ведомости о выведенных из Крыма в Приазовье христианах» А. В. Суворова от 18 сентября 1778 года, из деревни Большая Каракуба выехало 28 священников и 1395 греков-румеев, а, по ведомости митрополита Игнатия, из Каракубы выведено 255 семей, основавших на новом месте село Большая Каракуба. По ведомости генерал-поручика О. А. Игельстрома от 14 декабря 1783 года в селении, после выхода христиан в Яргын Каракобе, «все дома разорены, а сколко их было неизвестно» и оставалась 1 целая церковь. Согласно «Ведомости… какие христианские деревни и полных дворов. И как в оных… какие церкви служащие, или разорённые. …какое число священников было…» от 14 декабря 1783 года в селе Аргин Каракуба числилось 255 греческих дворов, церковь вмч. Димитрия, в коей 3 священника. В ведомости «при бывшем Шагин Герее хане сочиненная на татарском языке о вышедших християн из разных деревень и об оставшихся их имениях в точном ведении его Шагин Герея» и переведённой 1785 году которой о деревне Кара Коба Аргин сказано: «Сия деревня вся опустошена и строение разорено почему имена жителей и невписываются границы же землям суть следующие с западной стороны до Жанакой чокрак урочище с северной стороны до Чакил топе урочище». Также содержится отсылка к другому архивному документу, в котором сказано: «Строение все разорено протчее состоит но во болшая часть земли ранговая Аргинского бея»
После присоединения Крыма к России (8) 19 апреля 1783 года, (8) 19 февраля 1784 года, именным указом Екатерины II сенату, на территории бывшего Крымского Ханства была образована Таврическая область и деревня была приписана к Симферопольскому уезду. После Павловских реформ, с 1796 по 1802 год, входила в Акмечетский уезд Новороссийской губернии. По новому административному делению, после создания 8 (20) октября 1802 года Таврической губернии, Аргин был определён центром Аргинской волости Симферопольского уезда.
По Ведомости о всех селениях в Симферопольском уезде состоящих с показанием в которой волости сколько числом дворов и душ… от 9 октября 1805 года, в большой деревне Аргин числилось 119 дворов и 622 жителя, исключительно крымских татар. На военно-топографической карте генерал-майора Мухина 1817 года деревня обозначена как Биюк Аргин со 100 дворами. После реформы волостного деления 1829 года Аргин, согласно «Ведомости о казённых волостях Таврической губернии 1829 года», остался «столицей» преобразованной Аргинской волости. На карте 1836 года в деревне 138 дворов, как и на карте 1842 года, а согласно Военно-статистическому обозрению Российской Империи 1849 года Аргин относился к крупнейшим деревням Симферопольского уезда с населением 457 человек.

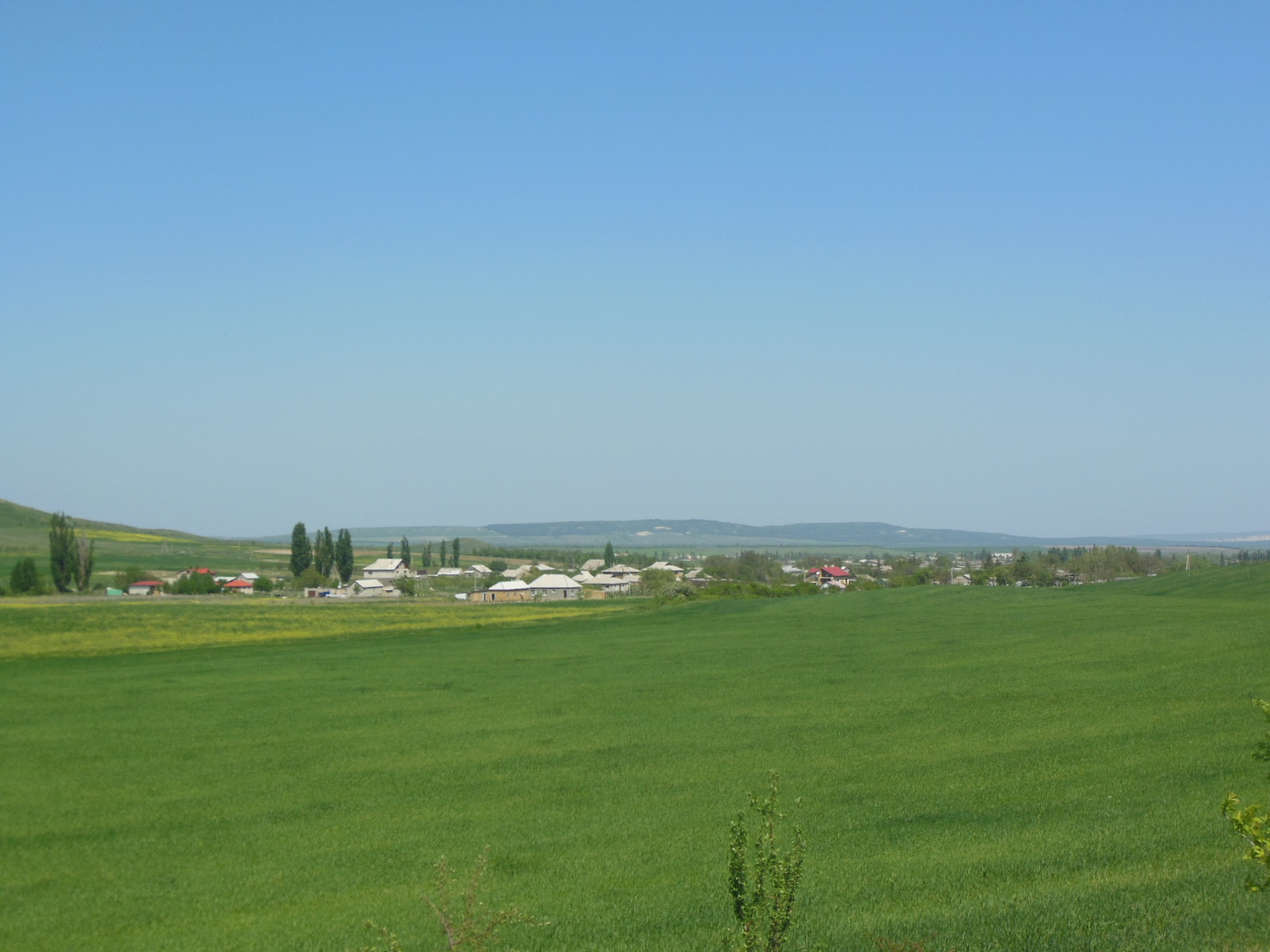

В 1860-х годах, после земской реформы Александра II, деревню приписали к Зуйской волости. В «Списке населённых мест Таврической губернии по сведениям 1864 года», составленном по результатам VIII ревизии 1864 года, Аргин — владельческая татарская деревня с 60 дворами, 440 жителями, 4 мечетями, медресе и черепичным заводом при речке Сары-Су. По обследованиям профессора А. Н. Козловского начала 1860-х годов, в селении «имеются в изобилии родники и горные ручейки», также были колодцы с пресной водой глубиной не более 3—5 саженей (6—10 м). На трёхверстовой карте Шуберта 1865—1876 года в Аргине обозначено 40 дворов. В «Памятной книге Таврической губернии 1889 года» по результатам Х ревизии 1887 года записан Аргин со 108 дворами и 528 жителями. На верстовой карте 1890 года в деревне обозначено 70 дворов с татарским населением.
После земской реформы 1890-х годов деревня осталась в составе преобразованной Зуйской волости. Согласно «…Памятной книжке Таврической губернии на 1892 год», в деревне Аргин, входившей в Аргинское сельское общество, было 444 жителя в 38 домохозяйствах, все безземельные. Сохранился документ о выдаче ссуды неким Ширинской, Аргинскому, Маловичко, Лампси, Олиференко и др. под залог имения при деревне Аргине от 1896 года. В 1899 году в селении действовал кирпично-черепичный завод, принадлежавший дворянину Девлет Мурзе Аргинскому. По «…Памятной книжке Таврической губернии на 1902 год» в деревне Аргин, входившей в Аргинское сельское общество, числился 451 житель в 38 домохозяйствах. По Статистическому справочнику Таврической губернии. Ч.II-я. Статистический очерк, выпуск шестой Симферопольский уезд, 1915 год, в деревне Аргин Зуйской волости Симферопольского уезда числилось 33 двора с татарским населением в количестве 290 человек приписных жителей и 45 — «посторонних», из которых 140 мужчин и 150 женщин. В хозяйствах имелось 70 лошадей, 50 волов, 58 коров и 800 голов мелкого скота (овец и коз
0. На 1917 год в селении действовал фельдшерский пункт.
После установления в Крыму Советской власти, по постановлению Крымревкома от 8 января 1921 года была упразднена волостная система и село вошло в состав вновь созданного Карасубазарского района Симферопольского уезда, а в 1922 году уезды получили название округов. 11 октября 1923 года, согласно постановлению ВЦИК, в административное деление Крымской АССР были внесены изменения, в результате которых округа ликвидировались, Карасубазарский район стал самостоятельной административной единицей и село включили в его состав. Согласно Списку населённых пунктов Крымской АССР по Всесоюзной переписи 17 декабря 1926 года, в селе Аргин, центре Аргинского сельсовета (и в совхозе Аргинский) Карасубазарского района, числилось 158 дворов, из них 146 крестьянских, население составляло 643 человека, из них 525 татар, 60 русских, 50 немцев, 2 украинцев, 1 армянин, 1 латыш, 4 записаны в графе «прочие», действовала татарская школа. В годы коллективизации в селе был создан колхоз им. Карла Маркса. По данным всесоюзная перепись населения 1939 года в селе проживало 849 человек. Вскоре после начала Великой Отечественной войны, 18 августа 1941 года крымские немцы были выселены, сначала в Ставропольский край, а затем в Сибирь и северный Казахстан. В период оккупации Крыма, 17 и 18 декабря 1943 года, в ходе операций «7-го отдела главнокомандования» 17 армии вермахта против партизанских формирований, была проведена операция по заготовке продуктов с массированным применением военной силы, в результате которой село Аргын было сожжено и все жители вывезены в Дулаг 241. По другим данным жителей выселили в село Кабурчак, где они находились до момента депортации.
В 1944 году, после освобождения Крыма от фашистов, согласно постановлению ГКО № 5859 от 11 мая 1944 года, 18 мая крымские татары были депортированы в Среднюю Азию. 12 августа 1944 года было принято постановление № ГОКО-6372с «О переселении колхозников в районы Крыма», в исполнение которого в район завезли переселенцев: 6000 человек из Тамбовской и 2100 — Курской областей, а в начале 1950-х годов последовала вторая волна переселенцев из различных областей Украины. Указом Президиума Верховного Совета РСФСР от 21 августа 1945 года Аргин был переименован в Балки и Аргинский сельсовет — в Балкинский. В эти годы местное хозяйство вошло в объединённый колхоз «Путь к коммунизму» (в 1960 году реорганизованный в совхоз «Зеленогорский»). С 25 июня 1946 года Балки в составе Крымской области РСФСР. В 1953 году сельсовет перенесён в село Зеленогорское. 26 апреля 1954 года Крымская область была передана из состава РСФСР в состав УССР. По данным переписи 1989 года в селе проживал 721 человек. С 12 февраля 1991 года село в восстановленной Крымской АССР, 26 февраля 1992 года переименованной в Автономную Республику Крым. С 21 марта 2014 года, аннексировано Россией, в составе Республики Крым России.